# Aw-li On-nam Ot-tjin
Lo Aw-li On-nam Ot-tjin, o semplicemente Otjin, è un gioco astratto della famiglia dei mancala e giocato dai cacciatori di teste penihing del Borneo. Le regole del gioco furono trascritte per la prima volta da un geografo e botanico norvegese di nome Carl Sofus Lumholtz. Curiosamente, il gioco è quasi identico al Ba-awa, giocato in Ghana e, con qualche variante, in altre zone dell'Africa e del Sudamerica, mentre differisce in misura maggiore da altri mancala del Sudest asiatico.

## Regole del gioco

### Tavoliere e disposizione iniziale
Il tavoliere tradizionale da Aw-li On-nam Ot-tjin è scavato in un blocco di legno e ha la forma di una barca oblunga. Comprende due file da 9 buche e due buche più grandi ("granai") alle estremità. Ogni giocatore controlla una fila di buche e un granaio. Viene chiamato tu-tung ot-tjin. Inizialmente, ciascuna buca (eccetto i granai) viene riempita con un numero uguale di semi, solitamente 3 (ma il numero può variare almeno da 2 a 5).

### Turno
Al proprio turno, il giocatore prende tutti i semi da una delle sue buche e li semina in senso antiorario. Se l'ultimo seme cade in una buca occupata, tutti semi vengono prelevati dalla buca e la semina continua "a staffetta", a meno che il giocatore non "prenda un pesce" (vedi dopo). Quando l'ultimo seme della semina cade in una buca vuota, il turno finisce (il nome di questo evento è onomatopeico, gok, dal rumore che fa il seme che cade nella buca vuota).
"Prendere un pesce" (ára ot-tjin) significa depositare l'ultimo seme di una semina in una buca nel caso in cui tale buca, dopo la semina, si trovi ad avere lo stesso numero di semi che aveva all'inizio. In questo caso, il giocatore cattura tutti i semi della buca. Questo stile di cattura è identico a quello del Ba-awa (in cui il numero dei semi per buca è 4), ma solo l'ultimo seme di una semina può catturare.

## Fine del gioco
Quando uno dei giocatori non è più in grado di muovere, il suo avversario cattura tutti i semi. Vince il giocatore che ha catturato più semi. Se si crea una situazione in cui i semi continuano a ruotare intorno al tavoliere senza essere mai catturati, la partita viene annullata.